# 韦尔 (科罗拉多州)
韦尔（Vail）是美国科罗拉多州伊格尔县的一座自治市。于2010年，韦尔的人口为5,305人。韦尔是科罗拉多州最大的滑雪场─韦尔滑雪渡假村(Vail Ski Resort)的所在地，并以其酒店，餐饮和城市每年举办的活动，例如韦尔电影节(Vail Film Festival)而闻名。

## 友好城市
- 瑞士圣莫里茨